# Zoltán Bubonyi
Zoltán Bubonyi (* 1935; † 2017) war ein ungarischer Tischtennisspieler. Er wurde bei der Weltmeisterschaft 1959 Vizeweltmeister im Mannschaftswettbewerb.

## Werdegang
Erste internationale Erfolge erzielte Zoltán Bubonyi als Jugendlicher. 1958 und 1960 wurde er Jugend-Europameister im Mannschaftswettbewerb, bei der EM 1960 erreichte er zudem im Mixed mit Sárolta Máthé das Halbfinale.
Bei den nationalen ungarischen Meisterschaften gewann er 1958 mit László Földy den Titel im Doppel. Mit dem Verein Vasútépítő Törekvés SK wurde er von 1957 bis 1960 vier Mal in Folge und nochmals 1962 ungarischer Mannschaftsmeister.
Bei der Weltmeisterschaft 1959 erreichte er mit der ungarischen Mannschaft das Endspiel, das jedoch gegen Japan mit 1:5 verloren ging.

## Turnierergebnisse
| Verband | Veranstaltung       | Jahr | Ort      | Land | Einzel    | Doppel        | Mixed      | Team |
| ------- | ------------------- | ---- | -------- | ---- | --------- | ------------- | ---------- | ---- |
| HUN     | Europameisterschaft | 1960 | Zagreb   | YUG  |           |               | Halbfinale | 1    |
| HUN     | Europameisterschaft | 1958 | Budapest | HUN  | letzte 16 | Viertelfinale |            | 1    |
| HUN     | Weltmeisterschaft   | 1959 | Dortmund | FRG  | letzte 16 | letzte 16     | letzte 32  | 2    |

Quelle: